# Citazione

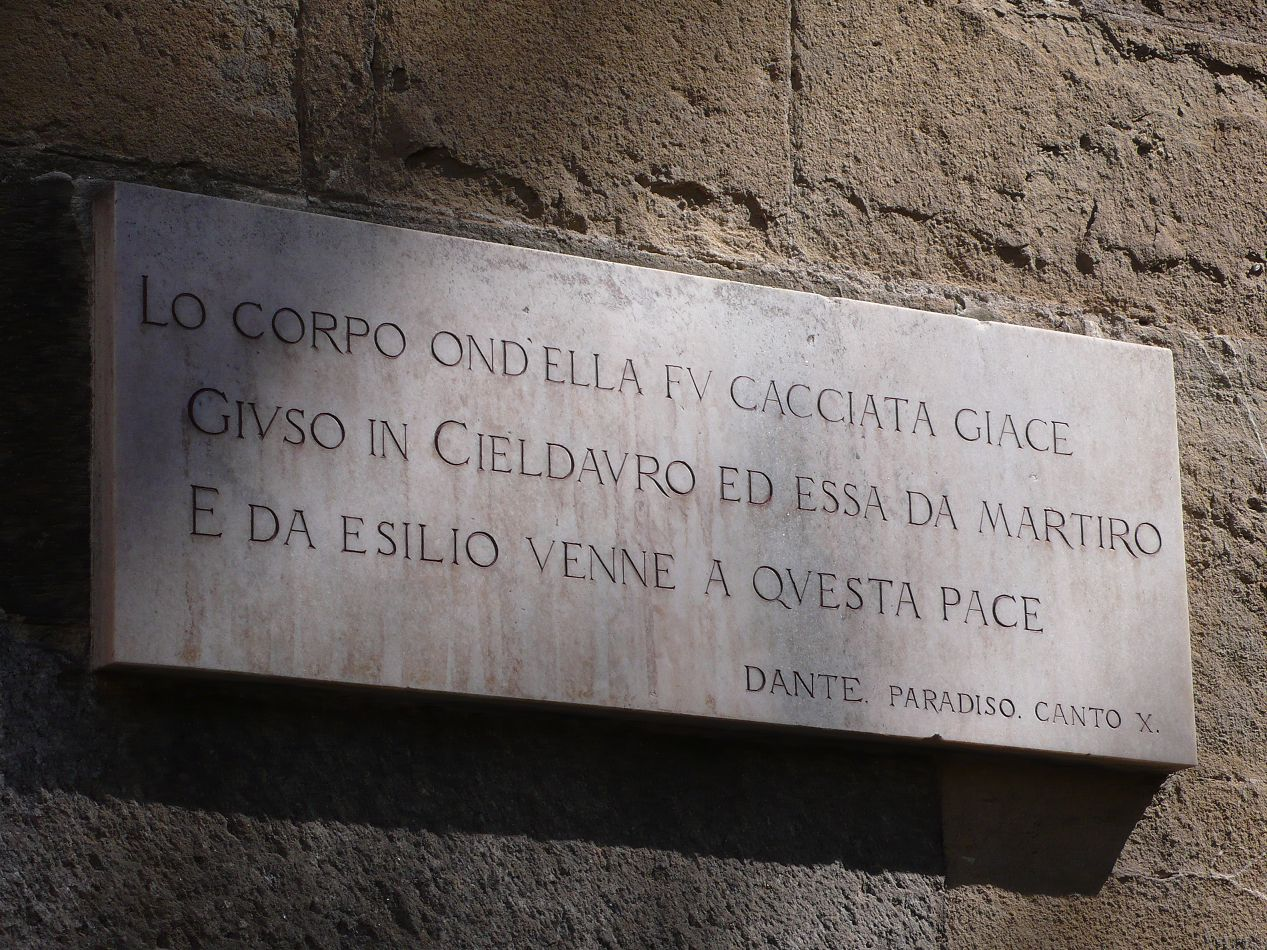
Una citazione dalla Divina commedia di Dante Alighieri
(i versi, tratti dal canto X del Paradiso, ricordano la tomba di Severino Boezio, incisi sulla facciata della chiesa che la conserva, San Pietro in Ciel d'Oro a Pavia).

Una citazione è la ripetizione di un'espressione che viene riportata in un testo da una persona diversa dall'autore. Una citazione può derivare da un brano letterario ben conosciuto o esplicitamente attribuito al suo autore, ma può essere altresì tratta da un discorso, da una battuta di uno spettacolo teatrale, da un film o da un brano musicale.
Aforismi e locuzioni proverbiali, tanto in lingua madre quanto in latino (vedi anche broccardo), hanno, al pari delle citazioni puramente intese, un'influenza culturale similare.
In senso esteso, una citazione può non essere necessariamente costituita da un testo, ma da qualunque tipo di espressione: ad esempio una citazione nell'ambito dell'arte può significare riprendere, nel creare un dipinto o una scultura, il soggetto o un altro elemento caratteristico di un'opera d'arte famosa e facilmente identificabile; una sequenza in un film può essere costruita dal regista in modo volutamente simile a quella di una pellicola precedente per rendere omaggio al suo autore.

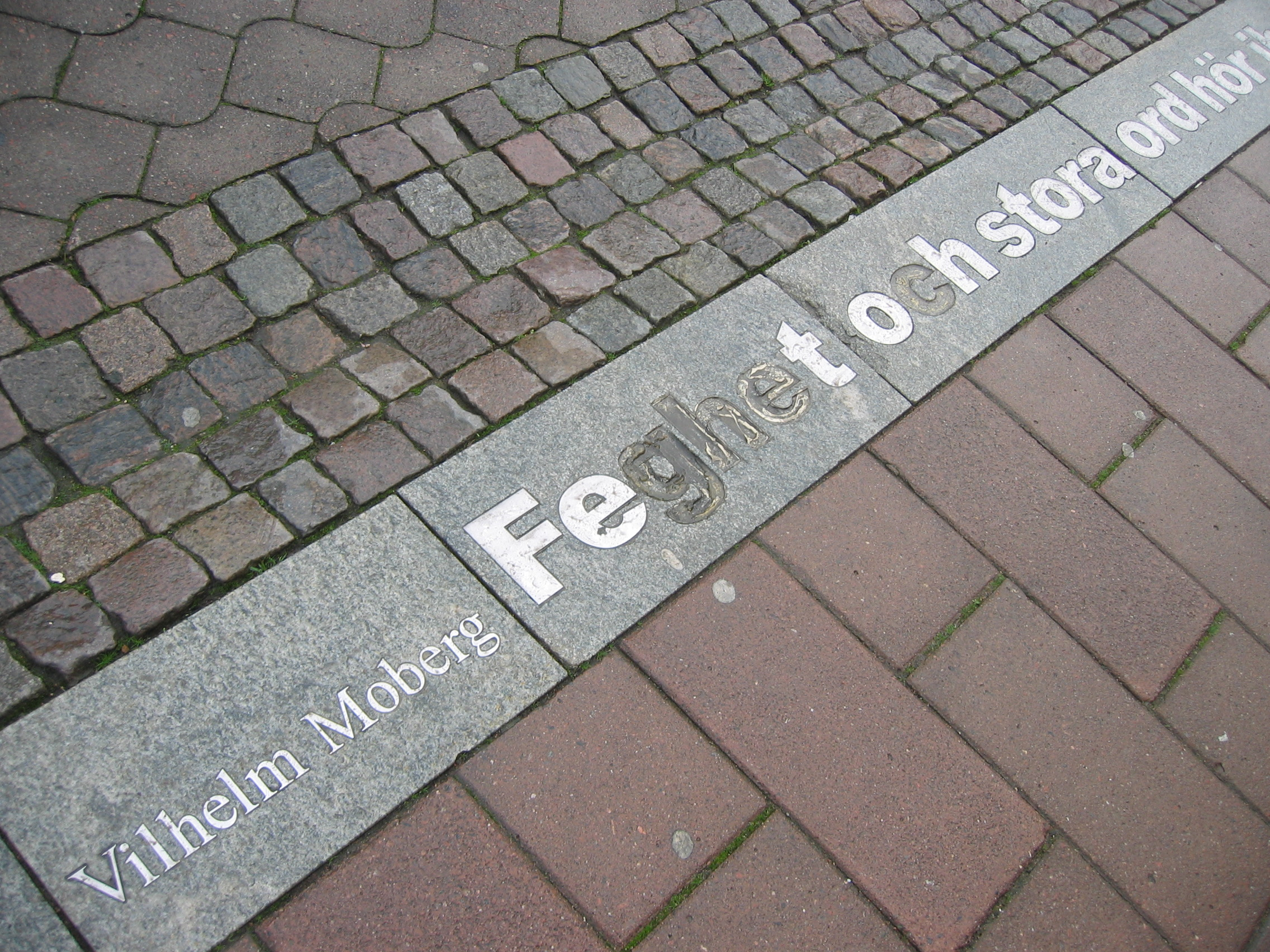
Una citazione dal drammaturgo Vilhelm Moberg su di un marciapiede di Växjö (Svezia).

## Ragioni dell'uso delle citazioni
Le citazioni sono utilizzate per molte ragioni: per fornire informazioni dirette, di prima mano; per chiarire o sostenere le proprie affermazioni con l'autorità dell'opera citata; per discutere e criticare, sia in senso positivo sia negativo, l'opera citata; per rendere omaggio all'opera e all'autore citati.
Le citazioni, specie con valore di aforisma, sono anche comunemente pubblicate come mezzo di ispirazione filosofica per il lettore.

## Convenzioni nell'uso delle citazioni
Secondo una tradizione tipografica consolidata:
- il brano, citato testualmente cioè alla lettera, va riportato tra virgolette;
- le parole aggiunte da colui che cita e che non appartengono al testo originale vengono racchiuse fra parentesi quadre;
- le parti omesse nella trascrizione del testo originale sono segnalate da tre puntini di omissione inseriti fra parentesi quadre: […].

Oltreché per le singole parole, la citazione dovrebbe essere uguale all'originale anche per:
- il carattere grassetto o corsivo,
- la punteggiatura,
- il rientro a capo dopo il punto (punto a capo), che separa due periodi.

### Il riferimento bibliografico
Una citazione testuale richiede una citazione bibliografica, ossia il riferimento preciso della pagina del libro o dell'articolo da cui è tratto un brano, sia per onestà intellettuale sia per rispetto del diritto d'autore. Devono perciò sempre essere indicati, perlopiù in calce al testo citato, gli elementi utili a identificare l'autore e l'opera da cui si cita il testo e precisamente, nell'ordine: nome dell'autore, titolo dell'opera, note tipografiche, seguiti dall'indicazione della pagina o delle pagine da cui si trae la citazione testuale.

## Raccolte di citazioni

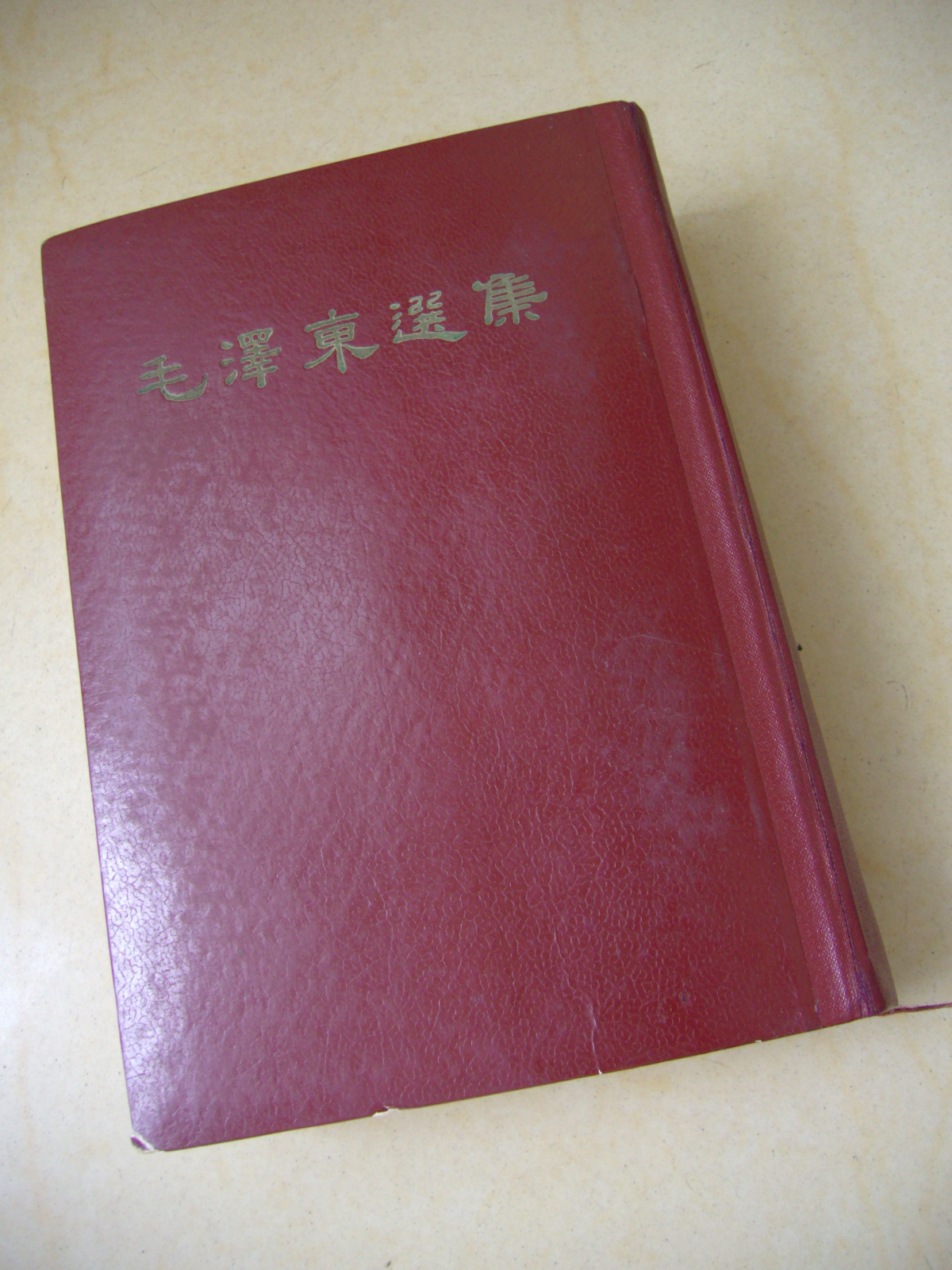
L'antologia di citazioni più celebre, ovvero Citazioni dalle opere del presidente Mao Tse-tung, più nota come il Libretto Rosso. È il secondo libro più venduto nella storia, dopo la Bibbia.

Le citazioni celebri sono spesso raccolte in libri, talvolta chiamati "antologie" o "dizionari di citazioni", o tesauri. Ad esempio in ambito anglosassone, tra le fonti più affidabili e complete in questo settore vi sono Bartlett's Familiar Quotations, The Oxford Dictionary of Quotations, The Columbia Dictionary of Quotations, The Yale Book of Quotations e The MacMillan Book of Proverbs, Maxims, and Famous Phrases. Le agende e i calendari spesso includono citazioni, per divertimento o per scopo d'ispirazione, e sono diventate comuni piccole rubriche dedicate su giornali e riviste settimanali, con le recenti citazioni di personalità di spicco su argomenti di attualità.

## Aspetti normativi
Il diritto di effettuare una citazione è garantito, nelle diverse legislazioni nazionali, da alcuni diritti dell'individuo che si contrappongono al diritto d'autore. Si tratta del diritto di citazione (o di corta citazione) nei paesi europei, del fair use statunitense e del fair dealing anglosassone. Infatti, sebbene ne detenga i diritti morali inalienabili, in un certo numero di circostanze un autore non può opporsi alla pubblicazione di un estratto della propria opera, proprio per non ledere l'altrui diritto di citarla: è il caso ad esempio dell'uso didattico, di ricerca e studio o di critica.
Il diritto di citazione assume connotazioni diverse a seconda delle legislazioni nazionali. In generale è sempre concesso l'utilizzo di brevi citazioni, che sono spesso necessarie anche a fini di critica. Nel caso invece di una citazione estesa di un'opera è necessario tenere in considerazione il diritto d'autore e l'uso equo che di essa si fa.
L'articolo 10 della Convenzione di Berna per la protezione delle opere letterarie e artistiche, ratificata o presa ad esempio dalla maggioranza degli ordinamenti internazionali, prevede il diritto di citazione, con alcune condizioni.

### Italia
Nella legislazione italiana permane il principio della liceità della citazione, purché siano rispettate tutte le condizioni previste dall'art. 70, Legge 22 aprile 1941 n. 633, che specifica, tra le altre cose, che "Il riassunto, la citazione o la riproduzione debbono essere sempre accompagnati dalla menzione del titolo dell'opera, dei nomi dell'autore, dell'editore e, se si tratti di traduzione, del traduttore, qualora tali indicazioni figurino sull'opera riprodotta."
Il senatore Mauro Bulgarelli, in risposta ad una interrogazione parlamentare, in merito alla pretesa della SIAE di richiedere compensi per diritto d'autore anche per le attività didattiche, ha chiesto al Governo di valutare l'opportunità di estendere anche in Italia il concetto del fair use. Il governo ha risposto che non è necessaria una riforma legislativa perché già adesso l'articolo 70 della Legge sul diritto d'autore va interpretato in senso molto simile al fair use statunitense.

## Diffusione su Internet

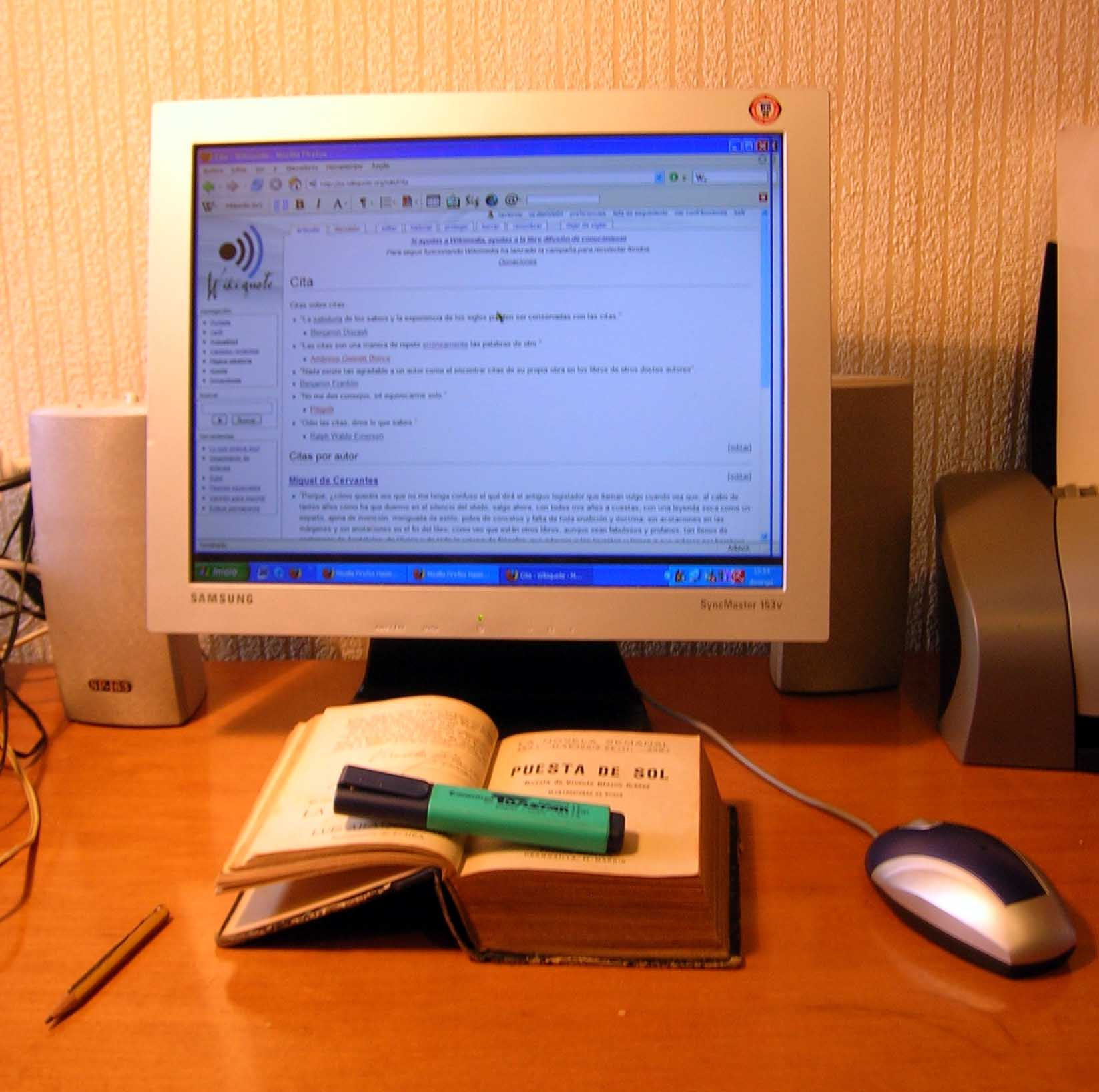
Nate sui libri, le citazioni si sono massicciamente diffuse sul Web.

Essendo nato in principio essenzialmente come un medium testuale, il World Wide Web ha dato luogo a un numero illimitato di raccolte personali di citazioni e aforismi che continuano a prosperare, anche se spesso sono imprecise e non riportano gli estremi bibliografici. Un progetto collaterale della Wikimedia Foundation chiamato Wikiquote, attivo dal 2003 (in italiano dal 2004) come antologia libera online di citazioni in ogni lingua, è uno dei maggiori siti wiki del web dopo Wikipedia.
L'aumento dei mezzi di comunicazione scritta informale prodotto da Internet ha introdotto la pratica di usare citazioni a corredo della propria firma. Ciò si nota comunemente nelle email e nei messaggi di Usenet, mentre è raro nei blog. Le citazioni sono anche popolari come messaggio personale di un utente, una linea sotto il nickname dell'utente, in alcuni client di messaggistica istantanea. In tutti questi casi, le citazioni sono generalmente utilizzate per fornire un assaggio della personalità dell'utente, come dichiarazione del proprio credo, o per diffondere opinioni, idee e campagne a cui si aderisce.
Nella comunicazione su Internet, il citare o "quotare" è l'azione del rispondere a un testo di un altro utente riportando pedissequamente il contenuto espresso in precedenza da altri.
La mole di citazioni in rete, in combinazione con i motori di ricerca più efficienti, ha di fatto reso Internet l'archivio mondiale di citazioni, con un numero senza precedenti di citazioni facilmente consultabili. Anche se permangono ancora problemi sulla precisione delle citazioni, tali preoccupazioni vengono alleviate dall'uso delle funzioni di ricerca nel testo dei libri offerte da alcuni motori di ricerca e librerie online.